# فورده (نیدرهاین)
شهر فورده (به آلمانی: Voerde) در ایالت نوردارین-وستفالن در کشور آلمان واقع شده‌است.